# Luciano Bianchi Scarella

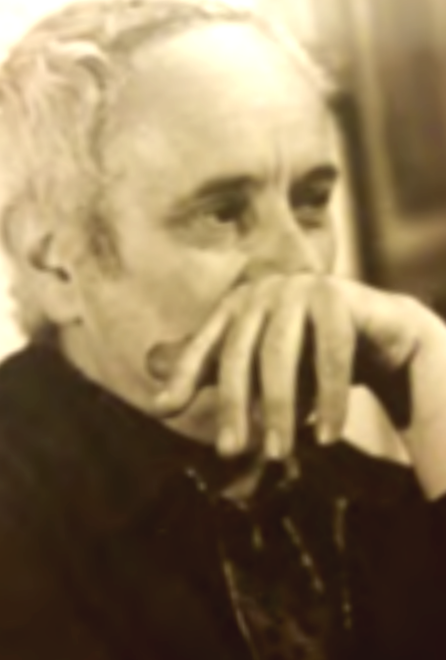
Luciano Bianchi Scarella

Luciano Bianchi, in arte Scarella - dal cognome materno (Imperia, 7 dicembre 1922 – 17 maggio 2017), è stato un pittore italiano.

## Biografia
Luciano Bianchi nacque ad Imperia dove lavorò come operaio, nel periodo bellico si unì ad un gruppo partigiano che operò sulle Alpi Liguri col nome di battaglia di "Calabrese" , ma per tutta la sua esistenza lavorò  come pittore autodidatta presso il suo studio di Castelvecchio di Oneglia.dove creò una pittura fatta di percorsi cromatici di assoluta modernità per pensiero e tecniche. Negli anni ’50, partecipa al laboratorio di falegnameria avviato dall’allora parroco presso la chiesa di Cristo Re a Imperia per la quale realizzerà il soffitto a cassettoni (un elemento analogo è ancora nella sua casa di Castelvecchio d’Oneglia) e altri arredi. Proprio a Cristo Re incontra don Luigi Morelati, prete artista, e da qui inizia il suo percorso pittorico più completo. Accanto alle opere pittoriche sperimentò anche la scultura lignea(in particolare con l'ulivo) dove quasi in antitesi con l'astrattismo pittorico i soggetti sacri e non appartengono ad un realismo espressivo intenso.

## Percorso artistico
Dopo un primo periodo figurativo, nel quale si era misurato con contemporanei come Saverio Barbaro, si è progressivamente spostato sull’informale, in particolare puntando la sua ricerca esclusivamente sul colore. Nel suo studio di Castelvecchio, alle porte di Oneglia, ha lavorato per decenni in silenzio, guadagnandosi la stima di altri pittori della scena ligure – come Giovanni Berio “Ligustro” – ma rifiutando di portare i suoi lavori in mostra. La scelta delle sovrapposizioni di colori, i contrasti offrono alla visione un insospettato retroterra culturale vicino all'evoluzione del divisionismo. Assume fama di pittore misterioso ancorché di una pittura "testardamente comunicante" come da un appunto ritrovato nel suo studio.

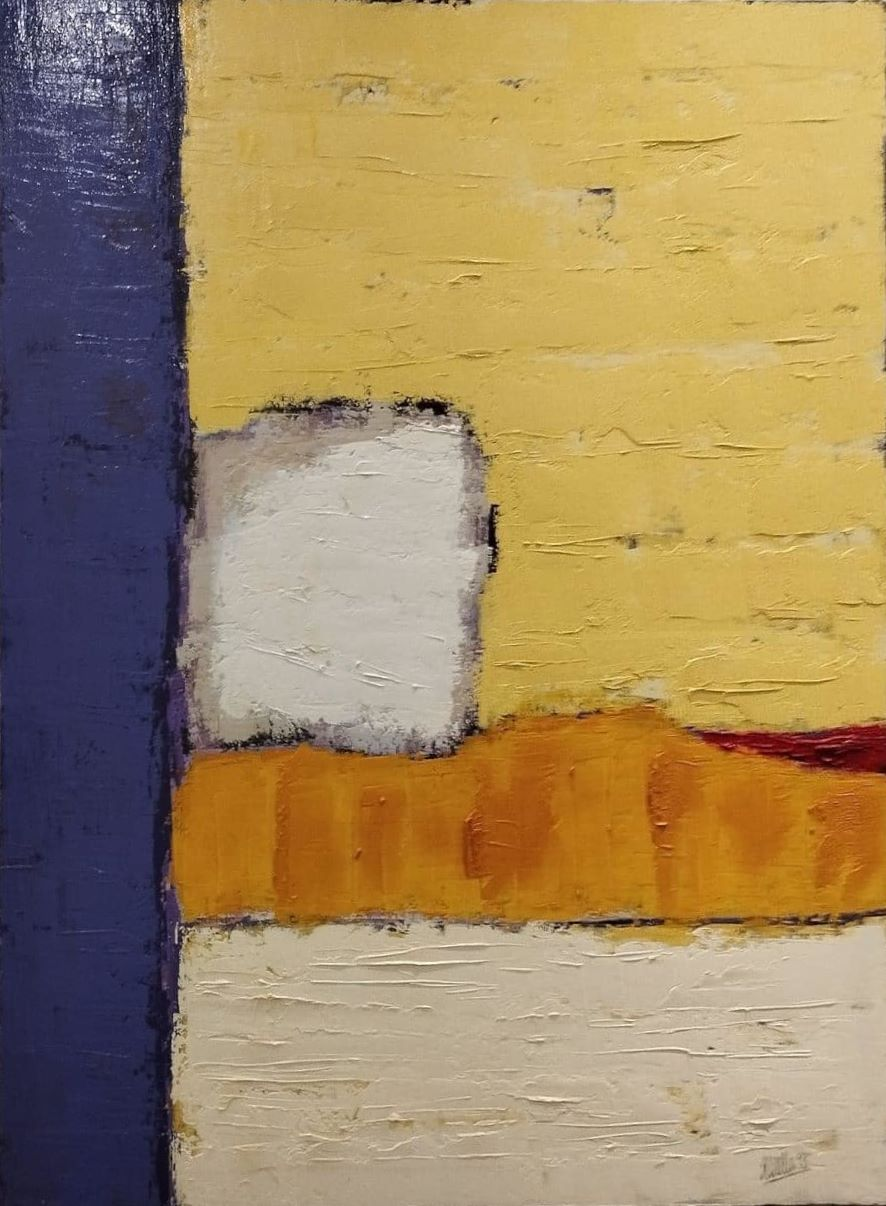
Scarella (Luciano Bianchi) - Opera n. 27 - 1993 - olio su tela 110x90 cm

## Esposizioni personali
Diano Marina presso la Galleria La Giara 1970 
Galleria Spirale -Torino esposizione personale,  Gennaio 1973. 
La prima personale a lui dedicata nella sua Liguria  è " Scarella misterioso artista visionario" ad Imperia nell'aprile 2015
Dopo la morte, nel luglio 2018 lo spazio espositivo allestito all'interno del Palazzo Ducale di Genova gli dedicò la retrospettiva "Scarella La perfezione dell'imperfetto" a cura di S.Bigazzi
SCARELLA100. Un’avventura nel mondo dei colori, Imperia- Civica  Galleria  Rondò - maggio 2023 a cura di Daniela Lauria e Alfonso Sista.